# Aeria Games and Entertainment
Aeria Games es una compañía privada de videojuegos en línea fundada en 2006, cuya sede central se localiza en Silicon Valley, California. Aeria Games ofrece juegos MMORPG gratis(free to play) en su sitio web. El negocio principal de la compañía es la importación a Norteamérica y Europa de juegos originalmente desarrollados en Asia, aunque también desarrolla juegos propios. Al ser sus juegos gratuitos, la compañía basa sus ingresos en anuncios comerciales dentro de estos, así como  la venta de contenido opcional en los juegos.
Hasta la fecha, la compañía ha lanzado 16 títulos: Last Chaos (el primer título publicado), Aura Kingdom, Eden Eternal, Twelve Sky, Project Torque, Shaiya, DOMO, Megaten, Cronous, Dreamlords, Stone Age 2, Pi Story, Gold Slam, Richman Online, Wolf Team y S4 League.
En diciembre de 2008, la compañía reportó más de 5 millones de cuentas registradas.

## Comunidad
En julio del 2012, la comunidad superaba los 40 millones de usuarios registrados. Sin embargo, no se ofrecieron datos sobre el número de jugadores activos en ese momento.

## Títulos

### Last Chaos
Last Chaos es un juego del año 2007.

### Special Force
Un juego MMOFPS de guerra online con más de 70 armas realistas.

### Shaiya
Shaiya es un MMORPG (Massively Multiplayer Online Role Playing Game/Juego multijugador masivo de rol en línea) creado Sonov Entertainment y publicado en Norteamérica por Aeria Games & Entertainment. Shaiya obtuvo el premio al mejor MMORPG del 2007 por la revista GameBorder (entre los participantes se encuentran distinguidos juegos de suscripción). También ganaron el premio a 'Mejores Gráficos' y el segundo lugar al Juego Más Anticipado en la competición de Reader's Choice (2007).
El juego se lanzó en Europa por primera vez en Alemania, con una beta abierta el 3 de diciembre de 2008,  y posteriormente fue lanzado en toda Europa.

### DOMO
Dream Of Mirror Online (DOMO) es otro MMORPG basado en la mitología de la China antigua. El juego permite obtener objetos, con los que personalizar al personaje jugador y potenciar sus habilidades con armas, mascotas, armaduras... (una característica típica de este tipo de juegos). Como innovación se incluye la capacidad de volar, algo rara vez visto en juegos MMORPG hasta ese momento.
El realismo gráfico comparado con juegos anteriormente mencionados es inferior, ya que emplea dibujos de estética anime. 

### Wolf Team
De género FPS (siglas en inglés de First-Person Shooter/disparos en Primera Persona), este juego está formado por 'salas' en las que los jugadores entran y combaten, de manera que el número de participantes en cada equipo es aleatorio. Su nombre se debe a que los personajes poseen la habilidad de transformarse en lobo durante el combate.

### Grand Fantasia
Grand Fantasia, es un juego MMORPG con una animación de estilo anime, en el cual los jugadores mejoran su clase social y sus habilidades a medida que suben de nivel. La historia del juego se centra en los 'Sprite', seres que habitan 'Safael' (nombre con el que se denomina la Tierra en Grand Fantasia), esta raza tiene cierto poder que pueden prestar a los 'Mensajeros de los Sprites' en momentos de crisis. 'Los Mensajeros de Sprites' son humanos que usan el poder de los 'Sprites' para liberar a las tierras afligidas por el mal.

### Perfect World
Es un MMORPG 3D desarrollado por Beijing Perfect World. La historia está basada en la mitología china, especialmente en el místico mundo de Pangu. Actualmente ha sido lanzado en diferentes idiomas y versiones. La versión malaya ha sido lanzada a nivel mundial en inglés (Perfect World Internacional), la versión oficial en inglés del juego actualmente es la que hospeda a los jugadores de las zonas de Norteamérica, Europa, y otros países de habla inglesa.
El juego destaca por su gran apego a la estética oriental, en las armaduras, vestimenta de los personajes, las construcciones, música y los enemigos que aparecen a lo largo del juego. La posibilidad de volar en los escenarios le da una esencia única en su jugabilidad, estando esta habilidad disponible desde niveles bajos para la raza de los elfos alados y a niveles más altos para el resto de las razas jugables.